# Lucia aurifer
Lucia aurifer är en fjärilsart som beskrevs av Blanchard 1853. Lucia aurifer ingår i släktet Lucia och familjen juvelvingar. Inga underarter finns listade i Catalogue of Life.